# 7681 Ченьцзінжунь
7681 Ченьцзінжунь (7681 Chenjingrun) — астероїд головного поясу, відкритий 24 грудня 1996 року.
Тіссеранів параметр щодо Юпітера — 3,540.